# Cecil Spring Rice
Cecil Arthur Spring Rice (27 février 1859 - 14 février 1918) est un diplomate britannique qui est ambassadeur britannique aux États-Unis de 1912 à 1918, et est responsable de l'organisation des efforts britanniques pour mettre fin à la neutralité américaine pendant la Première Guerre mondiale.
Il est également un ami proche du président américain Theodore Roosevelt et est témoin de son deuxième mariage. Il est aussi connu comme l'auteur des paroles de l'hymne patriotique, " I Vow to Thee, My Country ".

## Jeunesse et famille
Spring Rice est né dans une famille anglo-irlandaise aristocratique et influente. Il est le fils d'un diplomate, L'honorable Charles William Thomas Spring Rice, qui est le deuxième fils de l'éminent homme politique Whig et ancien ministre du cabinet Thomas Spring Rice (1er baron Monteagle de Brandon). Le grand-père maternel de Spring Rice est William Marshall, et il est un cousin de Frederick Spring (en) et de l'artiste Burton Rice. Il est l'arrière-petit-fils d'Edmund Pery (1er comte de Limerick), de John Marshall et de George Hibbert. Le père de Spring Rice meurt quand il a onze ans, et il est élevé dans la maison de la famille de sa mère à Watermillock sur la rive d'Ullswater. Pendant son enfance, il est souvent malade, et il souffre ensuite de la Maladie de Basedow, malgré un mode de vie actif . 
Il fait ses études au Collège d'Eton et au Balliol College d'Oxford, où il est un ami contemporain et proche de George Nathaniel Curzon, et étudie sous la direction de Benjamin Jowett. Spring Rice rame pour Balliol et obtient une double première dans Classical Moderations (1879) et Literae Humaniores (1881) . À Oxford, il est aussi un ami proche et contemporain de John Strachey et Edward Grey. Cependant, Spring Rice contribue, aux côtés de John William Mackail, à la composition d'un célèbre doggerel sardonique sur Curzon qui est publié dans The Balliol Masque, et, lorsqu'il est ambassadeur britannique aux États-Unis, il est soupçonné par Curzon d'avoir tenté d'empêcher les fiançailles de Curzon avec l'Américaine Mary Leiter, que Curzon a néanmoins épousée .
Après avoir terminé ses études universitaires, Spring Rice voyage en Europe, où il améliore son français, à l'époque la langue de la diplomatie. Incertain quant à la carrière à poursuivre, il passe un examen pour le ministère des Affaires étrangères et est accepté. Bien qu'élevé en tant qu'Anglais, Spring Rice garde une affinité étroite avec l'Irlande, et il écrit plus tard un poème sur ses doubles racines Rice (irlandaise) et Spring (anglaise) .
Spring Rice a quatre sœurs et quatre frères, dont deux sont décédés avant lui. Stephen Spring Rice est décédé en 1902 et Gerald Spring Rice est tué alors qu'il est officier sur le front occidental en 1916.
En 1904, Spring Rice épouse Florence Caroline Lascelles, fille de Sir Frank Cavendish Lascelles et cousine du duc de Devonshire . Il a deux enfants avec Florence :
- Mary Elizabeth Spring Rice (1906-1994), épouse Sir Oswald Raynor Arthur en 1935.
- Anthony Theodore Brandon Spring Rice (1908-1954), décédé célibataire.

## Carrière

### Début de carrière diplomatique

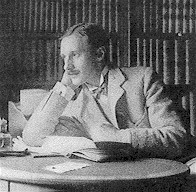
Spring Rice, jeune homme

Spring Rice commence sa carrière en tant que commis au ministère des Affaires étrangères en 1882. En 1886, il est nommé secrétaire privé adjoint du ministre des Affaires étrangères, le libéral Lord Rosebery . Il est connu pour être un partisan du Parti libéral et est proche du mouvement Home Rule irlandais, et est relevé de son poste lorsque les conservateurs arrivent au pouvoir plus tard cette année-là. Spring Rice fait ensuite le passage inhabituel au service diplomatique, où il reste pour toute sa carrière, en commençant par sa première affectation à la légation britannique à Washington, DC en 1887 .
En 1892, il est affecté au Japon et entreprend une tournée en Corée avec Curzon plus tard dans l'année . Pendant son séjour au Japon, Spring Rice contribue à jeter les bases de l'Alliance anglo-japonaise, qu'il identifie comme vitale pour les intérêts britanniques si l'expansionnisme russe dans la région devait être contesté. Il quitte le Japon en octobre 1893 et est de nouveau affecté à Washington jusqu'en octobre 1895, date à laquelle il est affecté à l'ambassade britannique à Berlin . Pendant son séjour en Allemagne, il tombe amoureux de sa future épouse, Florence Lascelles, la fille de l'ambassadeur britannique de l'époque. Il quitte Berlin en juillet 1898 et, après avoir passé plusieurs mois avec sa famille à Ullswater, est affecté à Constantinople . En mai 1899, il reçoit sa première affectation en Perse en tant que secrétaire de légation, et il devient chargé d'affaires britannique à Téhéran en mars 1900, lorsque le ministre, Sir Mortimer Durand, part pour Londres en raison de la santé de sa femme. En 1901, Spring Rice est nommé commissaire de la dette publique au Caire, où il reste pendant deux ans. En novembre 1901, il est promu au grade de secrétaire d'ambassade. Il est nommé chargé d'affaires à Saint-Pétersbourg en 1903 et, en juin de la même année, commence à avertir le gouvernement britannique que la guerre entre la Russie et le Japon devient de plus en plus probable . Il sert encore en Russie au début de la guerre russo-japonaise en janvier 1904, et il correspond longuement avec son ami proche et confident, le président Roosevelt, au sujet de la médiation des États-Unis dans le conflit et du traité de Portsmouth qui s'ensuit . En janvier 1905, Lord Lansdowne nomme Spring Rice comme représentant spécial du Foreign Office auprès du président américain . Spring Rice exerce les fonctions d'ambassadeur britannique en Russie, qui ne se sent pas bien, pendant la révolution russe de 1905 et participe aux premières négociations qui aboutissent à l'Entente anglo-russe de 1907.
En septembre 1906, Spring Rice prend son premier poste d'ambassadeur lorsqu'il est nommé ministre britannique en Perse, avant de devenir ambassadeur en Suède en 1908 .

### Ambassadeur en Suède
Après avoir été nommé ambassadeur, Spring Rice estchargé par Édouard VII d'aider à améliorer les relations entre la Suède et la Norvège après la dissolution de l'Union entre les deux pays en 1905. La principale préoccupation du gouvernement britannique, cependant, sont les relations de plus en plus amicales entre la Suède et l'Allemagne, et l'influence diplomatique, culturelle et économique croissante de l'Allemagne en Scandinavie. Dans une lettre à Richard Onslow (5e comte d'Onslow) en mai 1909, Spring Rice déclare : « Je suppose que vous vous rendez compte que la Suède est en fait une province de Prusse [Allemagne], non par volonté mais par nécessité » . Il poursuit en disant qu'« en cas de guerre, je pense que nous devrions considérer la Suède comme allemande dans les faits. . ." . Spring Rice est irrité par ce qu'il considère comme la déférence de la Suède envers Guillaume II, et son ambassade est impliquée dans une rivalité croissante entre l'Allemagne et la Grande-Bretagne pour le contrôle des importantes ressources en fer et en bois de la Suède . Néanmoins, les relations entre la Suède et Londres restent amicales.
En novembre 1912, après quatre ans en Suède, il est nommé ambassadeur aux États-Unis.

### Ambassadeur aux États-Unis

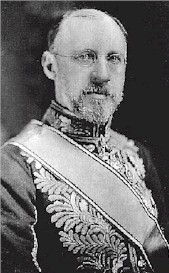
Sir Cecil Spring Rice en tenue de cour

Spring Rice a depuis longtemps l'ambition d'être nommé ambassadeur aux États-Unis. Dans sa biographie de Spring Rice, Stephen Gwynn déclare que la principale préoccupation de Spring Rice, tout au long de sa carrière diplomatique, est « d'améliorer les relations entre les deux grandes puissances anglophones » . Au sein du service diplomatique, Spring Rice e une entrée unique dans les couloirs du pouvoir de Washington, et son travail aux côtés du président Roosevelt en 1905 conduit le gouvernement britannique à le considérer comme un choix naturel pour l'ambassadeur en 1912 . Le diplomate Sir Ignatius Valentine Chirol observe que "toute la carrière de Spring Rice semble avoir été une préparation à la lutte finale à Washington" .
Moins de deux ans après l'affectation de Spring Rice à Washington DC, la Première Guerre mondiale éclate en Europe et sa tâche principale est de mettre fin à la neutralité américaine. Les États-Unis sont le plus grand fournisseur potentiel de munitions, d'armes et de nourriture au Royaume-Uni et à ses alliés, ainsi qu'un allié potentiel dans la guerre. Cependant, en 1914, l'opinion publique américaine est favorable à la neutralité, et Spring Rice doit lutter contre les éléments anti-britanniques et non interventionnistes puissants de la politique américaine de l'époque. Spring Rice a également la tâche complexe de justifier les politiques britanniques qui violent les droits de l'Amérique en tant qu'État neutre, telles que la surveillance du courrier et des télégrammes et la saisie de la contrebande en mer. En outre, les diplomates allemands dirigés par Johann Heinrich von Bernstorff tentent activement d'influencer l'opinion politique américaine contre les Alliés. La liaison entre les groupes allemands et irlandais en Amérique est particulièrement préoccupante pour Spring Rice, et son ambassade est étroitement impliquée dans la collecte de renseignements concernant les actions des espions et informateurs anti-britanniques . Il s'engage avec succès avec ses nombreux amis atlantistes américains, dont Theodore Roosevelt, Henry Stimson et Joseph Hodges Choate, qui font pression sur Woodrow Wilson pour qu'il abandonne la neutralité.
En janvier 1915, Arthur Balfour, l'ancien premier ministre, est envoyé en mission pour convaincre le Congrès des États-Unis de l'amitié de la Grande-Bretagne . Lors d'une série de réunions, Spring Rice et le consul général, Sir Courtenay Bennett, sont marginalisés par les représentants de la délégation. Spring Rice et Bennett conviennent d'appuyer l'accord commercial ultérieur à la condition que l'ami de Spring Rice, J. P. Morgan, Jr, soit nommé seul acheteur . Spring Rice réussit à maintenir la faible commission en vie, mais exprime ses inquiétudes quant au fait que les dettes britanniques aux États-Unis atteignent un point critique alors que les accords de crédit chaotiques contournent l'organe mis en place par le parlement pour effectuer la coordination. Spring Rice envoie des télégrammes quotidiens à Londres avertissant que les ruées vers l'or saperaient sérieusement les facilités bancaires britanniques, mais celles-ci sont largement ignorées. Spring Rice est témoin au mariage de JP Morgan et son influence sur la commission est trop grande pour qu'il puisse être considéré comme impartial .
Au fur et à mesure que la guerre continue, l'ambassade de Spring Rice assume de plus en plus un rôle consultatif auprès des nombreuses délégations spéciales britanniques qui sont envoyées pour obtenir le soutien du gouvernement américain. Spring Rice se plaint du rôle limité qu'il peut jouer dans la Commission financière anglo-française de 1915 dirigée par Rufus Isaacs (1er marquis de Reading) . Spring Rice est également préoccupé par le grand nombre de courtiers et d'agents privés, avec ou sans autorité officielle, qui opèrent aux États-Unis pour le compte du gouvernement et d'entreprises britanniques. En conséquence, Spring Rice doit demander au War Office de lui fournir une liste officielle d'agents accrédités, qui est compilée à contrecœur à la fin de 1914 .

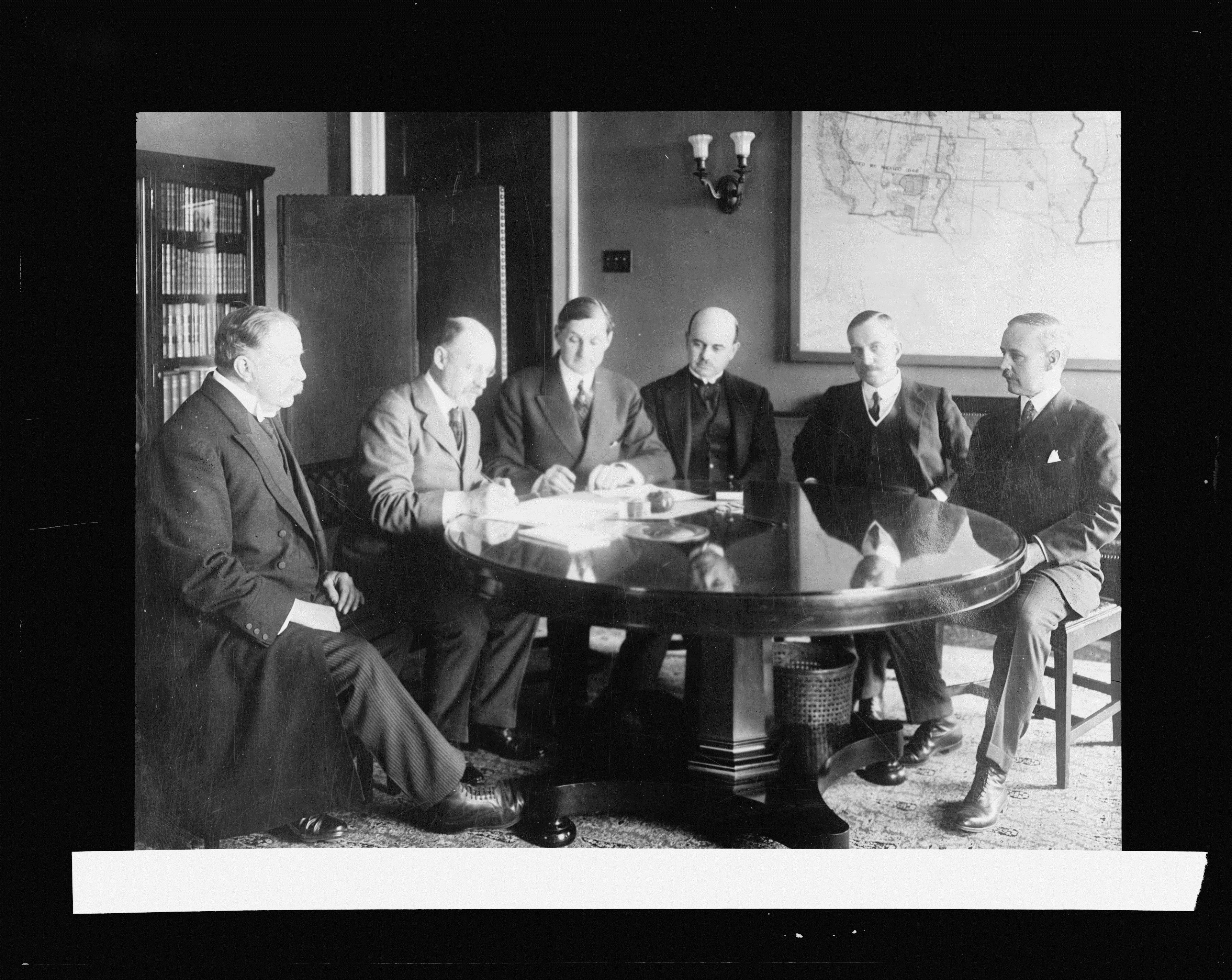
Spring Rice (deuxième à partir de la gauche) signant le troisième prêt de guerre américain à la Grande-Bretagne en 1917.

En 1916, le gouvernement britannique s'inquiète de plus en plus du Parti Ghadar, un mouvement politique basé aux États-Unis qui fait campagne pour la rébellion contre la domination britannique en Inde. Les autorités américaines sont réticentes à contrôler le mouvement séditionniste indien au début de la guerre, et la peur des retombées politiques potentielles empêchent Spring Rice d'insister sur la question avec diplomatie. Cependant, en février 1916, Spring Rice reçoit l'ordre de soulever la question avec le nouveau secrétaire d'État américain, Robert Lansing. Le procès de complot hindou-allemand révèle des plans visant à inciter à une révolte armée en Inde avec le soutien allemand ,.
En 1916, Spring Rice demande constamment un sursis pour Roger Casement, citant le danger de protestations des Irlando-Américains, mais il informe également les dirigeants politiques et religieux de la « perversion » de Casement et de l'existence des Black Diaries. En janvier 1917, il signe l'accord du troisième emprunt de guerre américain à la Grande-Bretagne au nom de son gouvernement. Les efforts de Spring Rice pour mettre fin à la neutralité américaine sont finalement couronnés de succès lorsque les États-Unis entrent dans le conflit aux côtés des Alliés en 1917. À la mi-janvier 1918, à la suite d'un désaccord avec Alfred Harmsworth, le chef de la mission de guerre britannique en Amérique, il est brusquement rappelé à Londres dans un télégramme d'une seule ligne .
Spring Rice se rend immédiatement au Canada pour commencer son voyage de retour en Grande-Bretagne. Au Canada, Spring Rice est l'invité du cousin de sa femme, le duc de Devonshire, qui est à l'époque gouverneur général du Canada. Bien qu'il n'ait que 58 ans et qu'il soit en assez bonne santé, Spring Rice est décédé subitement au siège vice-royal, Rideau Hall à Ottawa, à peine trois semaines après avoir quitté son poste . On croit que son état de santé sous-jacent (la maladie de Graves) a été exacerbé par l'épuisement et le stress. Il est suggéré par sa famille et ses amis proches que Spring Rice est mort d'un cœur brisé après sa destitution, Henry Cabot Lodge commentant que « la cessation soudaine de son travail et de ses responsabilités dans lesquelles son cœur était lié lui a causé la perte de la volonté de vivre" . Il est inhumé au cimetière Beechwood à Ottawa. Spring Rice est remplacé en tant qu'ambassadeur par Lord Reading, qui est un représentant direct du cabinet de guerre britannique et s'est vu accorder des pouvoirs de négociation supplémentaires, combinant ainsi les rôles précédemment détenus par Northcliffe et Spring Rice.

### Évaluation du travail
Dans The Rise of Theodore Roosevelt, Edmund Morris décrit Spring Rice comme « un diplomate né [qui] a invariablement choisi et cultivé la personne la plus importante dans n'importe quel endroit ». Il est très respecté dans les cercles diplomatiques de Londres et a un vaste réseau d'amis influents aux États-Unis et en Grande-Bretagne. Le diplomate Sir Malcolm Robertson  décrit Spring Rice comme « l'un des deux ou trois ambassadeurs vraiment brillants que j'ai rencontrés en trente ans de vie diplomatique » .
Cependant, le succès de Spring Rice à transformer les liens étroits antérieurs avec l'administration américaine en une relation utile à son gouvernement est discutable. À la fin de son exercice, Spring Rice a gagné l'inimitié de son gouvernement après être devenu paranoïaque à propos de la menace posée par les espions allemands, et aussi à cause de son immense aversion pour les nombreuses délégations britanniques à Washington qui n'étaient pas sous le contrôle de son ambassade. De plus, les liens personnels de Spring Rice avec de nombreux politiciens républicains notables sont bien connus, de sorte que certains membres de l'administration démocrate de Woodrow Wilson ne lui faisaient pas confiance. Il est gêné par son association avec Roosevelt à la suite des attaques de l'ancien président contre Wilson pour sa politique de neutralité et pour un manque de préparation militaire . Spring Rice trouve William Jennings Bryan, le secrétaire d'État, difficile à prendre au sérieux et n'aime pas avoir à traiter avec Edward Mandell House, le conseiller confidentiel de Wilson, qui n'occupe aucun poste officiel au sein du gouvernement américain. Malgré cela, après sa mort, le gouvernement britannique reconnait publiquement la contribution extraordinaire de Spring Rice à l'effort de guerre. Ses tentatives inlassables pour amener les États-Unis à rejoindre les Alliés sont évidentes, ainsi que son succès à contrecarrer le travail de l'ambassadeur allemand, von Bernstorff .

## Écrits et amitiés

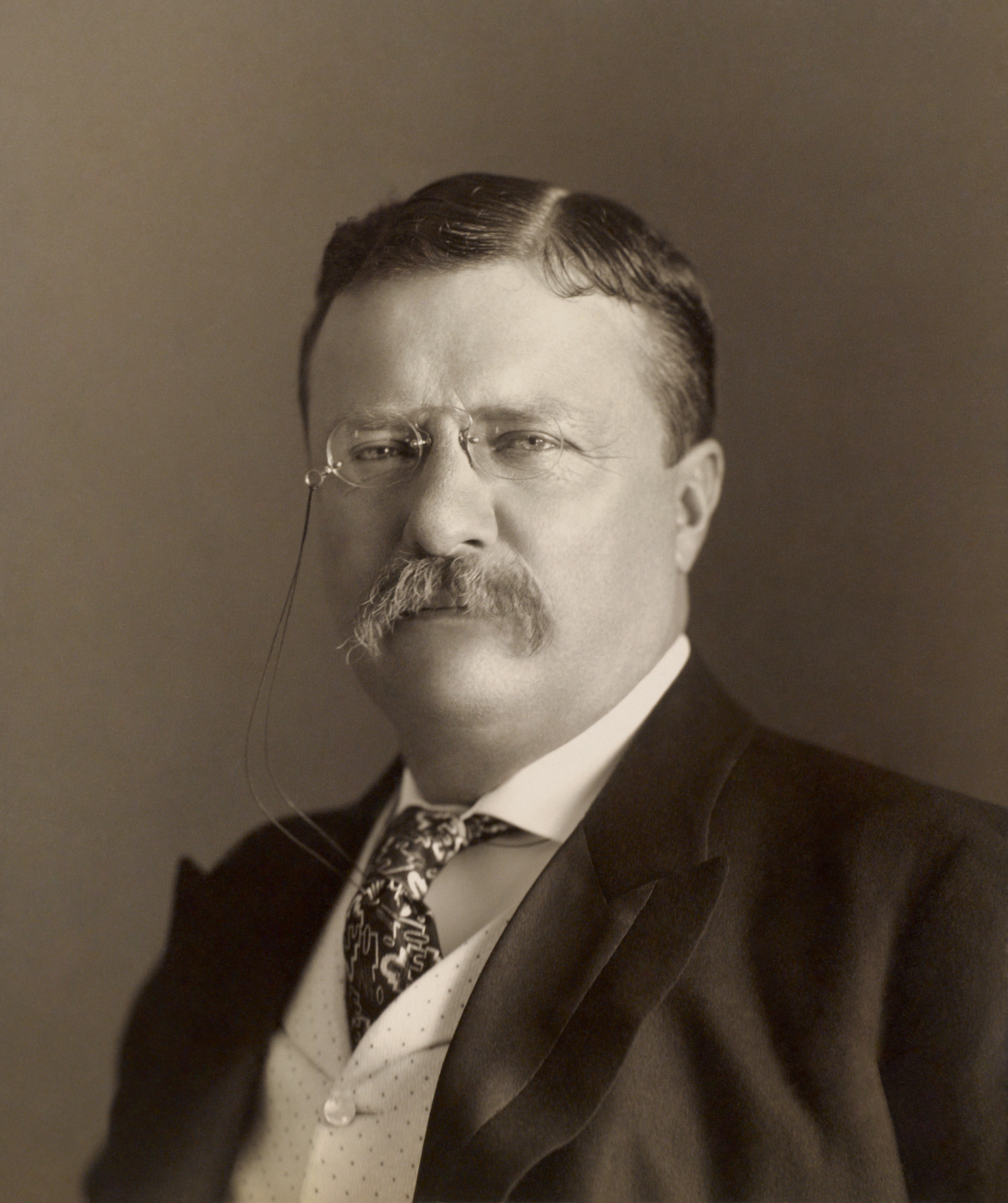
Spring Rice a maintenu une amitié étroite avec le président Theodore Roosevelt et a été témoin de son deuxième mariage.

Spring Rice est un poète tout au long de sa vie d'adulte . En 1918, il réécrit les paroles de son poème le plus remarquable, Urbs Dei (La Cité de Dieu) ou Les Deux Patries, pour devenir le texte de l'hymne I Vow to Thee, My Country. L'hymne est joué pour la première fois en 1925, après la mort de Spring Rice et est depuis un hymne britannique largement reconnu. Sa poésie est publiée dans l'édition de 1922 de Poems of Today, et a depuis été publiée dans plusieurs autres recueils de poésie.
Il fait la connaissance de Theodore Roosevelt lors d'une traversée transatlantique depuis New York en 1886, et les deux hommes deviennent rapidement des amis proches et des confidents. Il est décrit comme « l'un des admirateurs les plus ardents et les plus fidèles du président Theodore Roosevelt »  et est témoin de Roosevelt lors de son mariage avec Edith Carow. Roosevelt est le parrain du fils de Spring Rice en 1908. Spring Rice fait une remarque mémorable à propos de Roosevelt : « Vous devez toujours vous rappeler que le président a environ six ans » . Les deux hommes continuent à s'écrire jusqu'à la mort de Spring Rice, et leur relation étroite a sans aucun doute ajouté au poids diplomatique de ce dernier aux États-Unis.
Il est un ami proche de Sir Ignatius Valentine Chirol, un journaliste britannique et plus tard diplomate, et de Ronald Munro Ferguson, 1er vicomte Novar, avec qui il correspond pendant de nombreuses années . L'un de ses amis politiques les plus proches est le nationaliste irlandais John Dillon ; son sens inébranlable du devoir a tenté de surmonter l'adhésion très publique de sa cousine Mary Spring Rice aux causes nationalistes et ses amitiés au sein de la hiérarchie du Sinn Féin. Les connotations morales personnelles et les contradictions privées n'ont pas réussi à ébranler un sentiment d'obligation écrasant envers l'Empire britannique .
Parlant couramment le persan (ainsi que l'allemand et le français), Spring Rice est responsable de la traduction de nombreux poèmes persans en anglais. Les lettres et les poèmes de Spring Rice sont rassemblés par sa fille, Lady Arthur, et beaucoup sont maintenant conservés par les Archives nationales. D'autres documents, relatifs à ses affectations diplomatiques et des journaux de ses voyages au Japon, sont conservés par le Churchill Archives Center .

## Honneurs et héritage
- Commandeur première classe de l'ordre royal de l'Étoile polaire

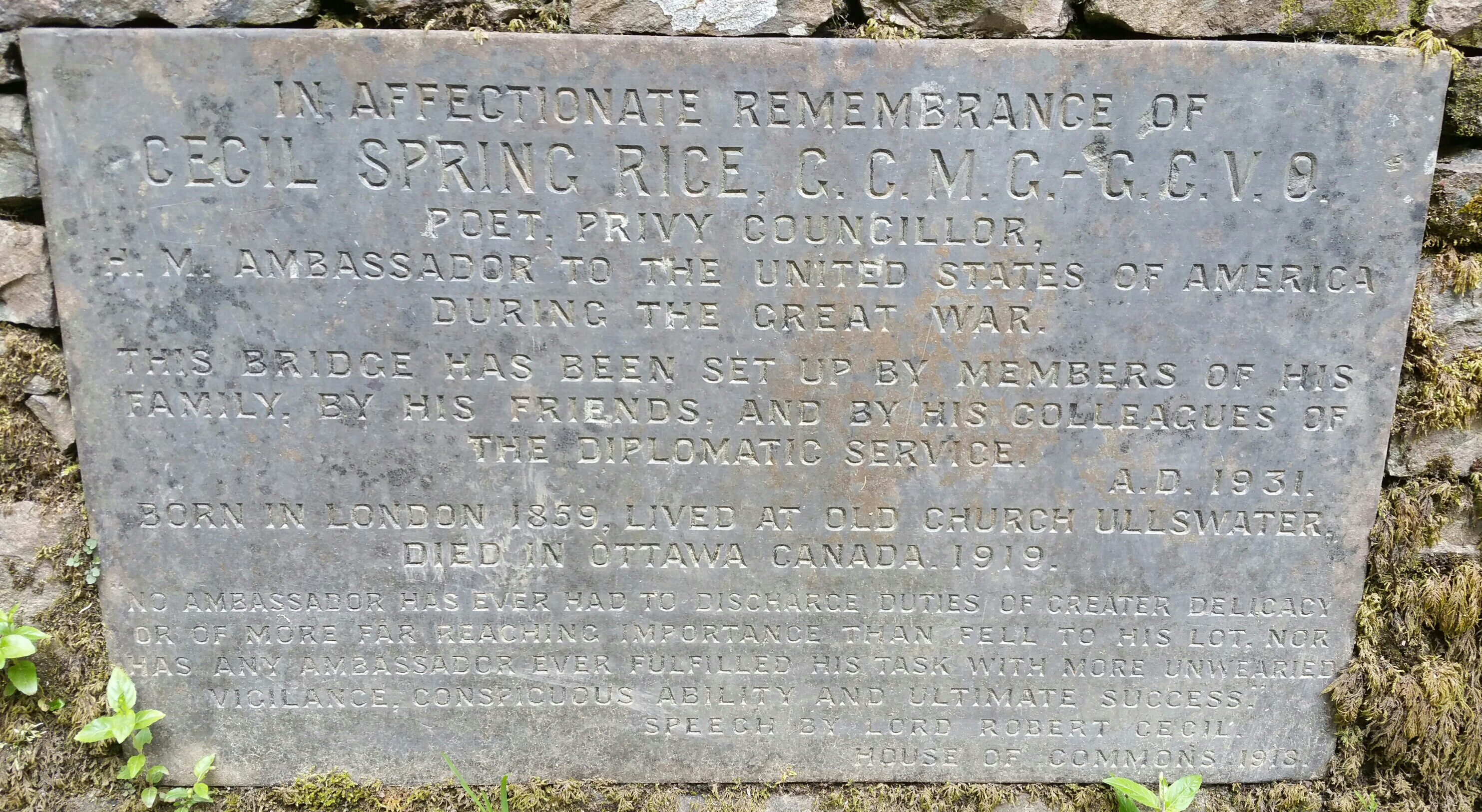
La plaque commémorative à Sir Cecil Spring Rice sur le pont inférieur à Aira Force, Cumbria.

Spring Rice est nommé Chevalier Commandeur Croix de l'Ordre de Saint-Michel et Saint-Georges le 29 juin 1906 et Chevalier Grand-Croix de l'Ordre royal de Victoria le 17 novembre 1908. En 1906, il est fait Grand Cordon de l'Ordre du Médjidié. En 1912, il est nommé Commandeur (1re classe) de l'Ordre royal de l'Étoile polaire et membre du Conseil privé le 7 mars 1913. Spring Rice allait se voir offrir une pairie à son retour au Royaume-Uni, mais est décédé avant que l'honneur puisse être proposé.
Dans son testament, il laisse de l'argent au Balliol College pour fonder le Cecil Spring Rice Memorial Fund qui finance l'apprentissage des langues par les étudiants qui ont l'intention de rejoindre le service diplomatique. Avant sa mort, Spring Rice donne des fonds substantiels pour les réparations à effectuer sur l'église St Peter et St Paul, Lavenham, l'église ancestrale de la famille Spring .
Peu de temps après sa mort, la famille, les amis et les collègues de Spring Rice érigent un pont à sa mémoire sur la cascade d'Aira Force, près de sa maison d'enfance à Ullswater. All Saints Church, Watermillock contient une plaque commémorative en pierre à Spring Rice.